# Souto (Terras de Bouro)
Souto es una freguesia portuguesa del concelho de Terras de Bouro, con 3,98 km² de superficie y 564 habitantes (2001). Su densidad de población es de 141,7 hab/km².